# Kiukkaansaari (ö i Södra Savolax, S:t Michel, lat 61,34, long 27,74)
Kiukkaansaari är en ö i Finland. Den ligger i sjön Saimen och i kommunen Sankt Michel i den ekonomiska regionen  S:t Michel och landskapet Södra Savolax, i den södra delen av landet, 200 km nordost om huvudstaden Helsingfors. Öns area är 43,7 hektar och dess största längd är 1,1 kilometer i sydväst-nordöstlig riktning.